# Dichaetomyia flavohirta
Dichaetomyia flavohirta är en tvåvingeart som beskrevs av Malloch 1925. Dichaetomyia flavohirta ingår i släktet Dichaetomyia och familjen husflugor. Inga underarter finns listade i Catalogue of Life.